# Maria di Brienne
Maria di Brienne (Capua, 1224 – Napoli, 1275) è stata imperatrice dell'impero latino di Costantinopoli con suo marito Baldovino II di Courtenay dal 1234 fino alla riconquista bizantina di Costantinopoli nel 1261 e fu anche marchesa consorte di Namur, dal 1237 al 1256.

## Origine
Secondo la Chronica Albrici Monachi Trium Fontium, Maria (filiam suam Mariam) (1225 - 1275), era figlia del conte Giovanni di Brienne (rex vero Iohannes super Grecos), re titolare di Gerusalemme e imperatore latino e di Berenguela di León, figlia del re di León, Alfonso IX e della seconda moglie Berenguela I, regina di Castiglia, che, sempre secondo la Chronica Albrici Monachi Trium Fontium, era figlia primogenita del re di Castiglia Alfonso VIII e di Eleonora Plantageneta, sorella del re d'Inghilterra, Riccardo Cuor di Leone, quindi figlia del re d'Inghilterra, duca di Normandia e conte d'Angiò, Enrico II e della duchessa d'Aquitania e Guascogna e contessa di Poitiers, Eleonora d'Aquitania.
Giovanni di Brienne, secondo il Recueil des historiens des croisades. Historiens occidentaux. Tome second era fratello di Gualtiero di Brienne che era figlio, secondo la Chronica Albrici Monachi Trium Fontium, del conte Erardo II di Brienne e di Agnese di Montbéliard.

## Biografia
Suo padre era al suo terzo matrimonio, avendo sposato, in prime nozze, Maria, regina titolare di Gerusalemme, dalla quale aveva avuto una figlia:
- Jolanda o Isabella[4] regina titolare di Gerusalemme;

ed, in seconde nozze, Stefania di Armenia, dalla quale ebbe un figlio che morì durante l'infanzia.
Maria nacque a Capua, poco dopo l'arrivo in quella città dei suoi genitori, come riporta il Ryccardus de Sancti Germano Chronica.

### La più giovane imperatrice di Costantinopoli
L'imperatore latino, Roberto di Courtenay, morì in Morea, nel 1228, mentre stava ritornando a Costantinopoli dall'Italia; gli succedette il fratello ultimogenito Baldovino di Courtenay, che era ancora un ragazzo, visto che aveva solo undici anni, quindi occorreva nominare un reggente; fu scelto il padre di Maria, l'ottantenne Giovanni di Brienne che era un vecchio soldato e rivendicava il titolo di re di Gerusalemme), che, avrebbe svolto questo compito fino alla sua morte, e quando Baldovino II avesse raggiunto i vent'anni, avrebbero governato insieme; nello stesso tempo Maria (che all'epoca aveva solo cinque anni) il 19 aprile 1229 fu promessa sposa al giovanissimo Baldovino.
Il loro matrimonio, destinato a stabilire un'alleanza dinastica tra i due co-governanti, ebbe luogo nel 1234. La sposa era di circa nove anni di età, lo sposo diciassette. Con il suo matrimonio Maria divenne la più giovane co-imperatrice dell'Impero latino. Il loro matrimonio è stato riportato nella cronaca di Alberico di Trois-Fontaines: Maria di Brienne (filiam suam Mariam) sposò, nel 1234, Baldovino II di Courtenay (Balduini iuveni qui est heres illius imperii, filius comitis Petri), che, secondo la Chronica Albrici Monachi Trium Fontium, era il figlio ultimogenito del signore di Courtenay, Marchese consorte di Namur, che era stato Conte consorte e poi conte reggente di Nevers d'Auxerre e di Tonnerre e futuro imperatore latino di Costantinopoli, Pietro II di Courtenay e della Marchesa di Namur e futura imperatrice reggente dell'impero latino di Costantinopoli, Iolanda di Fiandra, che, ancora secondo la Chronica Albrici Monachi Trium Fontium, era la figlia femmina secondogenita del Conte di Hainaut, Marchese di Namur e Conte di Fiandra, Baldovino V di Hainaut e della Contessa di Fiandra, Margherita d'Alsazia.
Suo marito, Baldovino II, e suo padre, Giovanni, avevano ereditato una situazione difficile, l'impero latino non aveva fatto altro che ridimensionarsi dopo la morte di Baldovino I, primo imperatore latino; Costantinopoli era minacciata dai niceni, bulgari e epirioti. L'impero era ridotto quasi alla sola Costantinopoli. La situazione finanziaria dello stato latino, era disperata, se questo stato rimaneva in vita era solamente grazie ai tributi che riceveva in aiuto dagli altri stati europei e dall'aiuto navale della Repubblica di Venezia.
Nel 1235, bulgari e niceni, ormai alleati strinsero un assedio per terra e per mare a Costantinopoli, che fu strenuamente difesa da suo padre, Giovanni di Brienne, e riprovarono l'anno dopo, ma fa salvata dall'intervento di Goffredo II di Villehardouin, principe d'Acaia.
Nel 1236, suo marito Baldovino II andò in Occidente, sì recò a Roma, in Francia e nelle Fiandre, cercando di raccogliere denaro e uomini per recuperare il territorio perduto dai suoi predecessori.
Nel contempo Baldovino pretese che gli venissero restituiti i suoi possedimenti nelle Fiandre ed il Marchesato di Namur, che, secondo la Chronica Albrici Monachi Trium Fontium, alla morte di suo fratello, Enrico II, Marchese di Namur (comite Namucensi Henrici puero), nel 1229, era stato occupato dal marito della sorella di Enrico II e suo marito, Baldovino II, Margherita, Enrico I, Conte di Vianden; anche Ferdinando del Portogallo, conte di Fiandra avrebbe voluto succedergli nel titolo; ma trovandolo già occupato dalla sorella di Enrico II, Margherita, Ferdinando si accontentò di due castelli: Vieuville, nei pressi di Charleroi e Golzinne, nei pressi di Namur; Margherita era quindi succeduta al fratello come Margherita II; nonostante la resistenza di Margherita, Baldovino, con l'appoggio del re di Francia, Luigi IX il Santo e la contessa di Fiandra, Giovanna di Costantinopoli, cugina prima di Margherita e Baldovino, quest'ultimo ottenne il marchesato di Namur ed i castelli di Vieuville e Golzinne; Maria divenne Marchesa consorte di Namur.
Nel 1237, suo padre, Giovanni morì e poco dopo anche sua madre, Berenguela. Alla dodicenne Maria fu lasciato il comando nominale di Costantinopoli, come unico rappresentante della famiglia imperiale presente in essa. Baldovino iniziò il viaggio di ritorno solo nel luglio del 1239, alla guida di un'armata di circa 30.000 uomini, e al suo rientro assunse il comando dell'impero in maniera autonoma.
Il 15 aprile 1240 (Pasqua), Baldovino II fu incoronato imperatore in Santa Sofia.
Nel 1245, suo marito, Baldovino II, nominando reggenti la moglie, l'imperatrice Maria, e Filippo di Toucy, compì nuovamente un nuovo viaggio in Occidente, prima in Italia e poi in Francia, dove partecipò al Concilio di Lione I e poi trascorse due anni alla ricerca di soccorsi, andando persino a Londra da Enrico III d'Inghilterra, e, trovandosi nuovamente in Francia, nel 1247, prima di tornare in oriente, fece giurare ai notabili ed ai militari di Namur, che nel caso di sua morte, senza una sua discendenza diretta il marchesato sarebbe andato a sua sorella, Margherita, o a una delle altre sorelle ancora in vita, Elisabetta e/o Agnese; queste disposizioni le scrisse nel suo testamento.
Nel 1248 Maria raggiunse il marito a Cipro, dove il re Luigi IX di Francia svernava col suo esercito crociato; durante la traversata, causa una tempesta, Maria perse la nave che trasportava il suo intero guardaroba e fu spinta verso San Giovanni d'Acri. Attraccò nel porto di Paphos, dove fu ricevuta dal suo connazionale Jean de Joinville. Nei suoi colloqui con il re Maria gli chiese il sostegno militare di circa trecento cavalieri per la lotta contro l'imperatore bizantino di Nicea, ma re Luigi IX respinse questa richiesta, dal momento che ha aveva destinato tutte le sue risorse per la crociata contro i musulmani. Dopo che i crociati nel maggio 1249 furono partiti per l'Egitto, mentre Baldovino fu a Damietta con Luigi IX di Francia, dove ricevette molto denaro in cambio di reliquie, Maria si trasferì in Francia, dove fece sposare suo fratello, Giovanni d'Acri, con Giovanna da Châteaudun, vedova del conte Giovanni I di Montfort, che nell'aprile 1249 era morto a Cipro.
Nella disperata ricerca di denaro e di armati necessari alla difesa di Costantinopoli e alla riconquista dei territori perduti, Maria e il consorte Baldovino arrivarono al punto di vendere sacre reliquie depredate dalle chiese di Costantinopoli, ma furono poi costretti a richiedere nuovi prestiti presso i mercanti veneziani i quali li costrinsero ad inviare presso di loro suo figlio, Filippo di Courtenay, come pegno finché non avessero pagato. Filippo fu poi rilasciato quando Alfonso X di Castiglia pagò i debiti di Baldovino II.

### L'esilio e la morte
Quando nel luglio 1261 Costantinopoli venne conquistata dall'imperatore bizantino Michele VIII Paleologo, Maria e suo marito fuggirono dalla capitale: una nave veneziana li portò in Eubea, da lì ad Atene, in Puglia e poi in Francia. Negli anni successivi la coppia sopravvisse vendendo de facto e de jure i diritti di vari titoli secondari e terre: il 26 marzo 1263, per la rinuncia ai loro diritti sulla contea di Namur ricevettero da Guido di Dampierre una indennità di 20.000 libbre d'oro; nel mese di gennaio 1266 i loro diritti per il Regno di Tessalonica furono acquistati da Ugo IV, duca di Borgogna, per 13.000 lire tornesi. Il 27 maggio 1267, il trattato di Viterbo trasferiva gran parte dei diritti sui feudi dell'Impero latino da Baldovino II a Carlo I d'Angiò: dopo questo accordo la coppia si trasferì stabilmente nel regno di Napoli. Nell'ottobre 1273, secondo il Chronicon Guillelmi de Nangiaco, Filippo, il figlio di Baldovino e Maria (Balduino imperatore...Philippus eiusdem filius) sposava Filippa Beatrice, figlia di Carlo (filiam Karoli regis Siciliæ): le nozze furono celebrate a Foggia.
Baldovino II morì poco dopo (ottobre 1273); Maria gli sopravvisse circa due anni e morì a Napoli nel 1275. Fu sepolta ad Assisi.

## Figli
Dal suo matrimonio con Baldovino nacque il loro unico figlio:
- Filippo[20] (1243 - 1283), signore di Courtenay e Imperatore titolare di Costantinopoli

## Ascendenza
|                         |                       |                                 | Genitori                 |  |  | Nonni |  |  | Bisnonni                |  |  | Trisnonni |  |
|                         |                       |                                 |                          |  |  |       |  |  | Gualtiero II di Brienne |  |  | …         |  |
|                         |                       |                                 |                          |  |  |       |  |  | Gualtiero II di Brienne |  |  | …         |  |
|                         |                       | …                               |                          |  |  |       |  |  | Gualtiero II di Brienne |  |  |           |  |
| Erardo II di Brienne    |                       |                                 |                          |  |  |       |  |  | Gualtiero II di Brienne |  |  |           |  |
|                         |                       | Adèle di Soisson                | …                        |  |  |       |  |  |                         |  |  |           |  |
|                         |                       | Adèle di Soisson                | …                        |  |  |       |  |  |                         |  |  |           |  |
|                         |                       | Adèle di Soisson                | …                        |  |  |       |  |  |                         |  |  |           |  |
| Giovanni di Brienne     |                       | Adèle di Soisson                |                          |  |  |       |  |  |                         |  |  |           |  |
|                         |                       | Amadeus II conte di Montbéliard | …                        |  |  |       |  |  |                         |  |  |           |  |
|                         |                       | Amadeus II conte di Montbéliard | …                        |  |  |       |  |  |                         |  |  |           |  |
|                         |                       | Amadeus II conte di Montbéliard | …                        |  |  |       |  |  |                         |  |  |           |  |
| Agnese di Mountfaucon   |                       | Amadeus II conte di Montbéliard |                          |  |  |       |  |  |                         |  |  |           |  |
|                         |                       | Beatrice di Grandson-Joinville  | …                        |  |  |       |  |  |                         |  |  |           |  |
|                         |                       | Beatrice di Grandson-Joinville  | …                        |  |  |       |  |  |                         |  |  |           |  |
|                         |                       | Beatrice di Grandson-Joinville  | …                        |  |  |       |  |  |                         |  |  |           |  |
| Maria di Brienne        |                       | Beatrice di Grandson-Joinville  |                          |  |  |       |  |  |                         |  |  |           |  |
|                         | Ferdinando II di León | Alfonso VII di León             |                          |  |  |       |  |  |                         |  |  |           |  |
|                         | Ferdinando II di León | Alfonso VII di León             |                          |  |  |       |  |  |                         |  |  |           |  |
|                         | Ferdinando II di León | Berengaria di Barcellona        |                          |  |  |       |  |  |                         |  |  |           |  |
| Alfonso IX di León      | Ferdinando II di León |                                 |                          |  |  |       |  |  |                         |  |  |           |  |
|                         |                       | Urraca del Portogallo           | Alfonso I del Portogallo |  |  |       |  |  |                         |  |  |           |  |
|                         |                       | Urraca del Portogallo           | Alfonso I del Portogallo |  |  |       |  |  |                         |  |  |           |  |
|                         |                       | Urraca del Portogallo           | Mafalda di Savoia        |  |  |       |  |  |                         |  |  |           |  |
| Berenguela di León      |                       | Urraca del Portogallo           |                          |  |  |       |  |  |                         |  |  |           |  |
|                         |                       | Alfonso VIII di Castiglia       | Sancho III di Castiglia  |  |  |       |  |  |                         |  |  |           |  |
|                         |                       | Alfonso VIII di Castiglia       | Sancho III di Castiglia  |  |  |       |  |  |                         |  |  |           |  |
|                         |                       | Alfonso VIII di Castiglia       | Bianca Garcés di Navarra |  |  |       |  |  |                         |  |  |           |  |
| Berenguela di Castiglia |                       | Alfonso VIII di Castiglia       |                          |  |  |       |  |  |                         |  |  |           |  |
|                         |                       | Eleonora d'Inghilterra          | Enrico II d'Inghilterra  |  |  |       |  |  |                         |  |  |           |  |
|                         |                       | Eleonora d'Inghilterra          | Enrico II d'Inghilterra  |  |  |       |  |  |                         |  |  |           |  |
|                         |                       | Eleonora d'Inghilterra          | Eleonora d'Aquitania     |  |  |       |  |  |                         |  |  |           |  |
|                         |                       | Eleonora d'Inghilterra          |                          |  |  |       |  |  |                         |  |  |           |  |

### Fonti primarie
- (LA)  Monumenta Germaniae Historica, Scriptores, tomus XIX.
- (LA)  Monumenta Germaniae Historica, Scriptores, tomus XXIII.
- (LA)  Recueil des historiens des Gaules et de la France, tomus XX.
- (FR)  Recueil des historiens des croisades. Historiens occidentaux. Tome second.
- (LA)  (FR)  Histoire généalogique de la Maison royale de Courtenay.
- (LA)  (FR)  Histoire des ducs de Bourgogne de la race capétienne, tomus III.
- (LA)  (FR)  Histoire généalogique des ducs de Bourgogne de la maison de France.

### Letteratura storiografica
- D.M. Nicol, "La quarta crociata e gli imperi greco e latino, 1204 - 1261", cap. XIV, vol. III (L'impero bizantino) della Storia del mondo medievale, 1999, pp. 503–558
- Austin Lane Poole, "L'interregno in Germania", cap. IV, vol. V (Il trionfo del papato e lo sviluppo comunale) della Storia del mondo medievale, 1999, pp. 128–152
- (FR)  Histoire du comté de Namur